# Fernando Demaria
Fernando Demaria Lüders (Santiago, 16 de octubre de 1992) conocido como Nano Demaria, es un deportista ex subcampeón Nacional de enduro, medalla de oro y plata en los mundiales ISDE México 2010y Finlandia 2011. Ingeniero comercial, persona con discapacidad y orador motivacional chileno.

## Vida
Es hijo del ex seleccionado nacional de Rugby Pablo Demaria Lucchini y de la ex modelo Pilar Lüders Norris.Es primo de la chef y presentadora de Tv Virginia Demaria.Su abuelo materno es el economista y académico Rolf Lüders.Estudió en el Colegio Craighouse, egresando el 2011.
A los cuatro años de edad, se inició en las motos.Deportivamente compite desde los catorce años,en 2008, es Campeón Nacional Experto. En 2010, Oro Mundial ISDE México (Morelia, Michoacán).2011, se encontraba entre los Top 6 Nacional Motocross. Y en 2011, obtiene Plata Mundial ISDE Finlandia / Subcampeón Super Experto Chile.
Quienes lo conocen, describen que es una persona acogedora, cercano, introvertido, alegre, amistoso, disciplinado, resiliente, características que no han cambiado tras sufrir un grave accidente,mientras disputaba la primera fecha del Mundial de Enduro en Talca, el domingo 25 de marzo de 2012, que lo dejaría con una tetraplejía C5 y sin movilidad; vital fue su traslado por helicóptero, ya que por tierra no hubiese sobrevivido por el movimiento del terreno hasta la Clínica Alemana, luego sería trasladado a la Clínica Las Condes.Iniciaría en ese año su rehabilitación, en el Hospital del Trabajador ACHS de Santiago y el Instituto Luis Krebs de Viña del Mar.La actitud con la cual su hermano Pablo enfrentó su propia enfermedad, le deja una inconmensurablemente huella, en pro de su propia vida.
A pesar de todos los pronósticos, en el año 2013, ingresó a la carrera de ingeniería comercial en la Universidad Andrés Bello, así, en sus años de estudio, tuvó que dar las pruebas de manera oral, para ir aprobando.Egresa el 2017, obtiene un master en administración de empresa y titulándose como el segundo mejor alumno de su carrera en el 2018.Iniciando su etapa laboral en Demaria Marketing Deportivo, siendo así, económicamente independiente.
En 2014, hace su primera charla motivacional, en su universidad.Ha competido 7 años, arriba de un buggy especialmente adaptado:
- 2015: 1ª Carrera Buggy en Dunas de Putú (10º lugar).
- 2016: Desafío del desierto (abandono en el día final).
- 2017: Se suma al equipo Polaris Chile, para realizar competiciones.[15]
- 2018: Desafío del desierto (3° lugar. Categoría UTV Novicios y acompañado de Diego de Urruticoechea).[16][8][17][18][19]
- 2019: 3º Desafío del Desierto (Corriendo contra más de 35 pilotos sin dificultades físicas).

Actualmente, realiza charlas motivacionales de resiliencia, producto de ello, fue elegido como conferencista para dictar una Charla TEDxVitacura, en el 2024. A través de sus RR.SS, comparte información de índole educativo y, formativo de cuidados sobre discapacidad. Maneja su propio vehículo, practica handcycling, esquí, buceo y paracaidismo.

## Distinciones
Reconocimientos:
- Orgullo UNAB (2014).[3][7]
- Premio 50 Héroes del Deporte (2018).[22][23]